# Antonio Menardi
Antonio Menardi (* 5. März 1959 in Cortina d’Ampezzo) ist ein italienischer Curler.
Menardi nahm 2002 an der Curling-Europameisterschaft als Ersatzspieler teil, konnte aber keine Medaille gewinnen. 
2006 nahm Menardi als Ersatzspieler an den Olympischen Winterspielen 2006 in Turin teil. Die Mannschaft belegte den siebten Platz.
In den Jahren 2005, 2007 und 2008 spielte Menardi die Curling-Mixed-Europameisterschaft als Skip. Das beste Ergebnis war der siebte Platz 2005.